# I Think We're Alone Now
I Think We're Alone Now este un cover al hitului lui Tommy James și The Shondells din 1965 și de asemenea al lui Tiffany în 1987, înregistrat de grupul britanic Girls Aloud. Această piesă a fost inclusă pe albumul de Best Of al grupului și a fost lansată ca la doilea single, urmând succesul Something Kinda Ooooh. Piesa a fost și principala componentă a soundtrack-ului filmului It's a Boy Girl Thing. Single-ul a fost lansat pe data de 18 decembrie 2006. 

## Videoclipul
Videoclipul a fost regizat de Alex Hemming și Nick Collett și le prezintă pe fete într-un cazino din Los Angeles. Videoclipul este inspirat din filme precum Ocean's 11 și Casino. Pentru videoclip au fost filmate trei finaluri diferite. Primul prezintă o scenă în care fetele sunt prinse după ce deschid cutia plină cu bani, al doilea final este cel în care membra Kimberly Walsh își scoate hainele în fața urmăritorilor, provocându-le un infarct, iar al treilea le prezintă pe fete jucându-se cu banii.

## Track listing-uri și formate
| #                               | Titlu                                                       | Durata |
| ------------------------------- | ----------------------------------------------------------- | ------ |
| CD1: Fascination / 1714586 (UK) |                                                             |        |
| 1.                              | "I Think We're Alone Now" [Single Version]                  | 3:42   |
| 2.                              | "Why Do It?"                                                | 2:53   |
| CD2: Fascination / 1714587 (UK) |                                                             |        |
| 1.                              | "I Think We're Alone Now" [Single Version]                  | 3:42   |
| 2.                              | "I Think We're Alone Now" [Uniting Nations Remix]           | 6:18   |
| 3.                              | "I Think We're Alone Now" [Tony Lamezma Baubletastic Remix] | 5:32   |
| 4.                              | "Jingle Bell Rock"                                          | 1:59   |
| 5.                              | "I Think We're Alone Now" [Video]                           | 3:37   |

## Versiuni și apariții
Acestea sunt toate aparițiile și remixurile oficiale ale lui I Think We're Alone Now:
"I Think We're Alone Now"
| Versiunea                       | Apariția                                                   |
| ------------------------------- | ---------------------------------------------------------- |
| Versiunea de pe album           | The Sound of Girls Aloud                                   |
| Versiunea Single                | "I Think We're Alone Now" single, The Sound of Girls Aloud |
| Tony Lemezma Baubletastic Remix | "I Think We're Alone Now" single, Mixed Up                 |
| Uniting Nations Remix           | "I Think We're Alone Now" single                           |
| Video                           | "I Think We're Alone Now" single                           |

## Prezența în Clasamente
I Think We're Alone Now a debutat pe locul #50 în clasamentul din Regatul Unit, cu o săptămână înainta lansării propriu-zise, cu ajutorul descărcărilor digitale. În a doua săptămână a uract până pe locul #4, nereușnd o clasare pe locul #3 datorită unei deiferențe de 17 copii. Single-ul a reușit să mai rămână în top 10 pentru încă o săptămână, după care a coborât până la ieșirea din clasament. În Irlanda nu a reușit decât un loc #11, ieșind din clasament a șaptea săptămână. În România, piesa a fost un adevărat succes, în comparație cu toate celelalte lasări, reușind un loc #34 la începutul anului 2007.

## Clasamente
| Clasament (2006/2007)  | Poziția maximă |
| ---------------------- | -------------- |
| UK TV Airplay          | 3              |
| UK Singles Chart       | 4              |
| Polish Singles Charts  | 9              |
| Croatian Singles Chart | 9              |
| Irish Singles Chart    | 11             |
| UK Download            | 19             |
| Romanian Singles Chart | 34             |
| UK Radio Airplay       | 67             |

## Poziții Săptămânale
UK Singles Chart
| Săptămâna | 1  | 2 | 3 | 4  | 5  | 6  | 7  | 8  | 9   | 10  | 11  | 12  | 13  | 14      | 15  |
| --------- | -- | - | - | -- | -- | -- | -- | -- | --- | --- | --- | --- | --- | ------- | --- |
| Poziție   | 50 | 4 | 7 | 11 | 23 | 40 | 56 | 84 | 108 | 134 | 171 | 161 | 162 | 170(re) | 179 |

Irish Singles Chart
| Săptămâna | 1  | 2  | 3  | 4  | 5  | 6  |
| --------- | -- | -- | -- | -- | -- | -- |
| Poziție   | 11 | 15 | 15 | 24 | 31 | 37 |

UK Download Chart
| Săptămâna | 1  | 2  | 3   | 4   | 5  | 6  | 7  | 8  | 9  | 10 | 11 | 12 | 13 |
| --------- | -- | -- | --- | --- | -- | -- | -- | -- | -- | -- | -- | -- | -- |
| Poziție   | 94 | 94 | 146 | 130 | 49 | 35 | 34 | 22 | 19 | 19 | 30 | 63 | 92 |

UK TV Airplay Chart
| Săptămâna | 1  | 2 | 3 | 4 | 5  | 6 | 7  |
| --------- | -- | - | - | - | -- | - | -- |
| Poziție   | 35 | 7 | 6 | 3 | 11 | 7 | 17 |

UK Radio Airplay Chart
| Săptămâna | 1  | 2  | 3  | 4  |
| --------- | -- | -- | -- | -- |
| Poziție   | 73 | 67 | 71 | 80 |